# Билгорай
Билго̀рай (на полски: Biłgoraj) е град в Югоизточна Полша, Люблинско войводство. Административен център е на Билгорайски окръг, както и на селската Билгорайска община, без да е част от нея. Самият град е обособен в самостоятелна община с площ 21,10 км2.

## География
Градът се намира в историческия регион Малополша. Разположен е в северната част на Сандомежката котловина, на 52 километра югозападно от Замошч, на 96 километра североизточно от Жешов и на 84 километра южно от Люблин.

## История
Селището получава градски права на 10 септември 1578 година от крал Стефан Батори.
В периода (1975 – 1998)
е част от Замойското войводство.

## Население
Населението на града възлиза на 27 235 души (2010). Гъстотата е 1290,76 души/км2.

## Административно деление
Административно градът е разделен на 12 микрорайона (ошедли).
- Багенна
- Баторего
- Бояри
- Надставна
- Огроди
- Пушча Солска
- Пяски
- Рапи
- Рожнувка
- Розточе
- Ситарска
- Шрудмешче

## Личности

### Родени в града
- Юстина Бонк – полска лекоатлетка
- Юзеф Дехник – полски комунистически политик
- Каролина Горчица – полска актриса
- Елжбета Играс – полска певица
- Стефан Кнап – полски художник и скулптор
- Януш Паликот – полски политик
- Витолд Велч – полски писател и журналист
- Кажимеж Венгжин – полски футболист, национал

## Градове партньори
- Билина, Чехия
- Крайлсхайм, Германия
- Келме, Литва
- Стропков, Словакия
- Круглое, Беларус
- Нововолинск, Украйна

## Фотогалерия
- Административно деление на Билгорай
- Староството
- Общината
- Река „Бяла Лада“
- Паметник на Игнаци Крашицки
- Паметник на Юзеф Дехник
- Парк „Рожнувка“
- Парк „Солидарношчи“
- Културният център